# Castello di Haut-Kœnigsbourg
Il castello di Haut-Koenigsbourg (in francese: château du Haut-Koenigsbourg; in tedesco: Hohkönigsburg) è un castello imperiale situato sulla cima del monte Stophanberch (755 m), in Alsazia, nel comune di Orschwiller presso Sélestat e Saint-Hippolyte. È uno dei luoghi in cui si svolsero le riprese del film La grande illusione (1937) di Jean Renoir.

## Storia
Lo Stophanberch o Staufenberg si trova all'incrocio di importanti vie commerciali: del grano e del vino (la route des vins, in direzione N-S) e dell'argento e del sale (in direzione O-E) e nel 1114 il duca Federico II di Svevia (duca) ne iniziò la costruzione ben comprendendone l'importanza strategica. L'Imperatore Federico II di Svevia trascorse un lungo soggiorno nel castello che fu luogo ideale della sua vera luna di miele con Isabella d'Inghilterra, cui fece dono del complesso. Alla caduta degli Hohenstaufen, il castello fu oggetto di varie devastazioni, e in seguito occupato dagli Asburgo, per poi passare ai Tierstein (come feudo) nel 1479. Questi lo ricostruirono e lo munirono di artiglieria per un adeguato sistema difensivo. Durante la Guerra dei Trent'anni il castello, sotto la difesa del capitano Philippe de Liechtenau, resistette per oltre un mese all'assedio degli svedesi ma, alla fine, cadde, venendo saccheggiato ed incendiato.
Dopo oltre due secoli di abbandono, nel 1865 divenne di proprietà della non lontana città di Sélestat, la quale nel 1899 fece dono di queste rovine (peraltro conservatesi molto bene) all'imperatore tedesco Guglielmo II di Hohenzollern (dal 1871 l'Alsazia era infatti parte dell'Impero tedesco). Il restauro venne affidato all'architetto Bodo Ebhart, un esperto di fortificazioni e studioso del medioevo, e i lavori durarono dal 1900 sino al 1908 mentre le rifiniture continuarono fino al 1918.
L'aspetto finale del castello è il risultato di un'opera di recupero architettonico, effettuata da Ebhart secondo le indicazioni dell'imperatore Guglielmo II il quale intendeva fare del castello un museo del medioevo oltre che un simbolo della potenza dell'impero. I lavori di restauro iniziarono da rilievi fotografici, partendo dalle tracce romaniche ancora presenti e studiando per la ricostruzione di parti fondamentali mancanti l'architettura di castelli analoghi dello stesso periodo storico. Il risultato della ristrutturazione fu controverso. Un anno dopo, nel 1919 col trattato di Versailles i beni della corona tedesca passarono alla Francia che divenne così proprietaria di Haut-Koenigsbourg.